# Christinna Pedersen
Christinna Pedersen (Aalborg, 12 maggio 1986) è una giocatrice di badminton danese.

## Palmarès
- Olimpiadi

Londra 2012: bronzo nel doppio misto.
Rio de Janeiro 2016: argento nel doppio femminile.
- Mondiali

Hyderabad 2009: bronzo nel doppio misto.
Canton 2013: bronzo nel doppio femminile.
Copenaghen 2014: bronzo nel doppio misto.
Jakarta 2015: argento nel doppio femminile.
- Europei

Karlskrona 2012: oro nel doppio femminile.
Kazan 2014: oro nel doppio femminile e nel doppio misto.
La Roche-sur-Yon 2016: oro nel doppio femminile e nel doppio misto.